# Slovenske Konjice

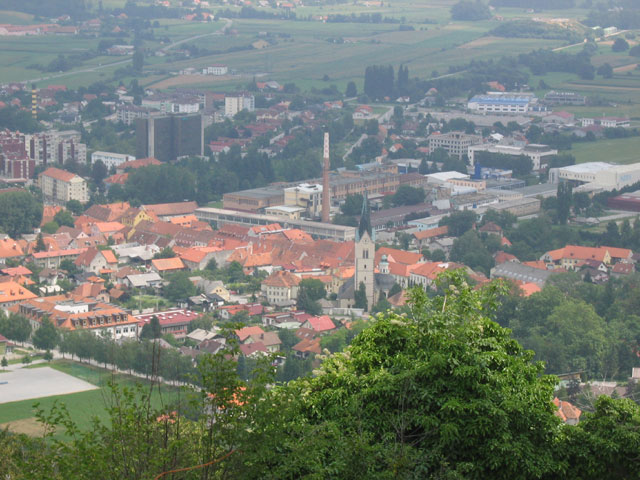
Vy över Slovenske Konjice

Slovenske Konjice är en ort och kommun i nordöstra Slovenien. Hela kommunen hade 14 398 invånare i slutet av 2007, varav 5 006 invånare bodde i själva centralorten.